# Џон К. Брекинриџ
Џон Кабел Брекинриџ (енгл. John Cabell Breckinridge; Лексингтон, 16. јануар 1821 — Лексингтон, 17. мај 1875) је био амерички правник и политичар. Служио је у Представничком дому и у Сенату као сенатор из Кентакија, и био је 14. потпредседник Сједињених Држава у периоду од 1857. до 1861. године. У тренутку инаугурације је имао 36 година и још увек је најмлађа особа која је служила на тој позицији.
На изборима 1860. је учествовао као један од двојице кандидата подељене Демократске странке, представљајући јужне демократе. Брекинриџ је био трећи по броју освојених гласова, за победника Абрахама Линколна, републиканца, и Стивена Дагласа, северњачког демократе, али је био други по броју гласова у Колегијуму изборника.
Након избијања Грађанског рата у Сједињеним Државама, служио је у Војсци Конфедеративних Америчких Држава као генерал и командир јужњачких снага пре Опсаде Порт Хадсона 1863. у Луизијани и младих кадета Војног института Вирџиније 1864. за време Битке за Њу Маркет у Вирџинији. Такође је служио и као пети и последњи министар рата Конфедерације.

## Предратни период
Џон К. Брекинриџ је изабран за потпредседника 1856. године, уз демократског председника Џејмса Бјукенана. На изборима 1860. се кандидовао за председника испред јужњачке фракције подељене Демократске странке. Имао је подршку актуелног председника, и наступио је са проробовласничком политичком платформом. По броју гласова је био трећи са 18,1%, али је по броју гласова у Електорском колеџу био други, освојивши државе на „дубоком југу“, као и граничне државе Мериленд и Делавер.
Поражен је на председничким изборима, али је исте године изабран у Сенат као представник Кентакија.
Упркос сецесији јужњачких држава и оснивању Конфедеративних Америчких Држава, Брекинриџ је остао у Сенату све док није избачен резолуцијом донетом 4. децембра 1861. због подршке јужњацима; десет јужњачких сенатора је избачено раније исте године. У страху од хапшења је пребегао у Конфедерацију.

## Грађански рат
Брекинриџ је ступио у Војску Конфедерације као бригадни генерал, а ускоро је постао генерал-мајор. У почетку је командовао 1. бригадом Кентакија, која је имала надимак „Бригада сирочића“, јер су њени припадници осећали да су остали без своје државе, Кентакија, која је остала верна Унији.
Почетком 1865. Брекинриџ је постављен за секретара рата Конфедерације, што је дужност коју је обављао до краја рата. Брекинриџ је увидео да је даљи отпор Конфедерације узалудан, и трудио се да постави темеље часне предаје, још у време када се председник Конфедерације, Џеферсон Дејвис оштро залагао за наставак борбе.
Током хаоса који је настао током пада Ричмонда почетком априла 1865, Брекинриџ се постарао да војни и владин архив Конфедерације не буде уништен већ да га северњачке снаге заробе нетакнутог, чиме је омогућио да се ратна документа Конфедерације остану на проучавање историчарима. Брекинриџ је кренуо са Дејвисом током бега из Вирџиније када је Конфедерација уништена, истовремено помажући генералу Џозефу Е. Џонстону у преговорима о предаји. Брекинриџ је наставио са покушајима да убеди Џеферсона Дејвиса да би даљи отпор само довео до нових људских губитака, али је у исто време осећао да му част налаже да штити свог председника. У конфузији током бекства, њих двојица су се на крају раздвојили.